# Medalla del Servei Humanitari
La Medalla del Servei Humanitari (anglès:Humanitarian Service Medal) és una condecoració de les Forces Armades dels Estats Units, creada el 19 de gener de 1977 pel President Gerald Ford mitjançant l'Orde Executiva 11965. És atorgada a qualsevol membre de l'Exèrcit dels Estats Units (incloent als membres de la Guardia Nacional i de la Reserva) que es distingeixin per la participació meritòria en accions militars o operacions de natura humanitària.
És presentada de manera individual o col·lectiva.
Les activitats per les quals pot concedir-se han de ser assenyalades pel Departament de Defensa dels Estats Units. Entre aquestes s'inclouen els rescat després dels desastres naturals, l'evacuació de no-combatents d'una zona hostil o el suport humanitari als refugiats. No pot concedir-se per serveis rendits en disturbis locals en reforç a la seguretat.
Tampoc no pot atorgar-se si pel mateix període de servei s'atorguen la Medalla del Servei a les Forces Armades o la Medalla Expedicionària de les Forces Armades.
En el moment de la seva creació es va fer retroactiva a l'1 d'abril de 1975. Les condecoracions posteriors s'indiquen mitjançant estrelles de servei.

## Disseny
Una medalla de bronze de 30mm de diàmetre. A l'anvers i dins d'un cercle, apareix la palma d'una mà dreta oberta inclinada en diagonal cap a l'esquerra (per simbolitzar una mà que dona o que demana ajut). Al revers de la medalla apareix la inscripció "FOR HUMANITARIAN SERVICE" ("Pel Servei Humanitari") en tres línies. A sota hi ha una branca de roure, amb 3 fulles. A sota apareix en un arc al voltant de la base la inscripció "UNITED STATES ARMED FORCES" (Forces Armades dels Estats Units).
Penja d'un galó de 3 cm, amb les següents barres: 5mm en morat, 2mm en blanc, 8mm en blau cel i una franja central de 7mm en blau marí (i viceversa).